# Chiesa di Santa Mostiola
La chiesa di Santa Mostiola è un ex edificio di culto cattolico della città di Pavia, in Lombardia.

## Storia
Fin dal 925 è documentata, presso il palazzo Reale, l’esistenza a Pavia di una chiesa dedicata a Santa Mostiola, l’edificio, ricostruito verosimilmente nel XII secolo, fu concesso nel 1254 ai frati Eremitani di Sant’Agostino, che, intorno alla chiesa eressero un convento. Grazie ai religiosi la chiese poté godere di numerose donazioni da parte di famiglie aristocratiche pavesi, come i Maletto, i Pietra, gli Schiaffinati, i Beccaria, i Bottigella e i Mezzabarba, che la dotarono (soprattutto nel corso del Quattrocento) di cappelle e la scelsero come luogo di sepoltura. Nel 1542, dopo aver attraversato alcuni decenni di decadenza causati dai disordini e dagli assedi che Pavia dovette subire durante le Guerre d’Italia, il convento venne unito a quello di Sant’Agostino e nel 1566 fu ceduto alle monache Benedettine di Monte Oliveto. Intorno alla metà del XVIII secolo la chiesa fu interessata da numerosi interventi edilizi, progettati da Lorenzo Cassani, e fu dotata di dipinti e affreschi di Filippo Abbiati e Federico Ferrario. Nel 1799 il monastero venne soppresso e divenne proprietà (insieme ai suoi vasti fondi agricoli in Lomellina e nell’Oltrepò) della repubblica Cisalpina. L’altare maggiore fu acquistato dalla chiesa di Santa Maria Assunta di Costa de’ Nobili, mentre, tra il 1803 e il 1808, la chiesa e il monastero vennero alienati a privati. Nel 1884 ciò che rimaneva della chiesa e del complesso monastico venne acquistato dall’Istituto Nascimbene, ente morale di beneficenza, e dal 2010 ospita la sezione Luigi Nascimbene dell’Eucentre.

## Descrizione

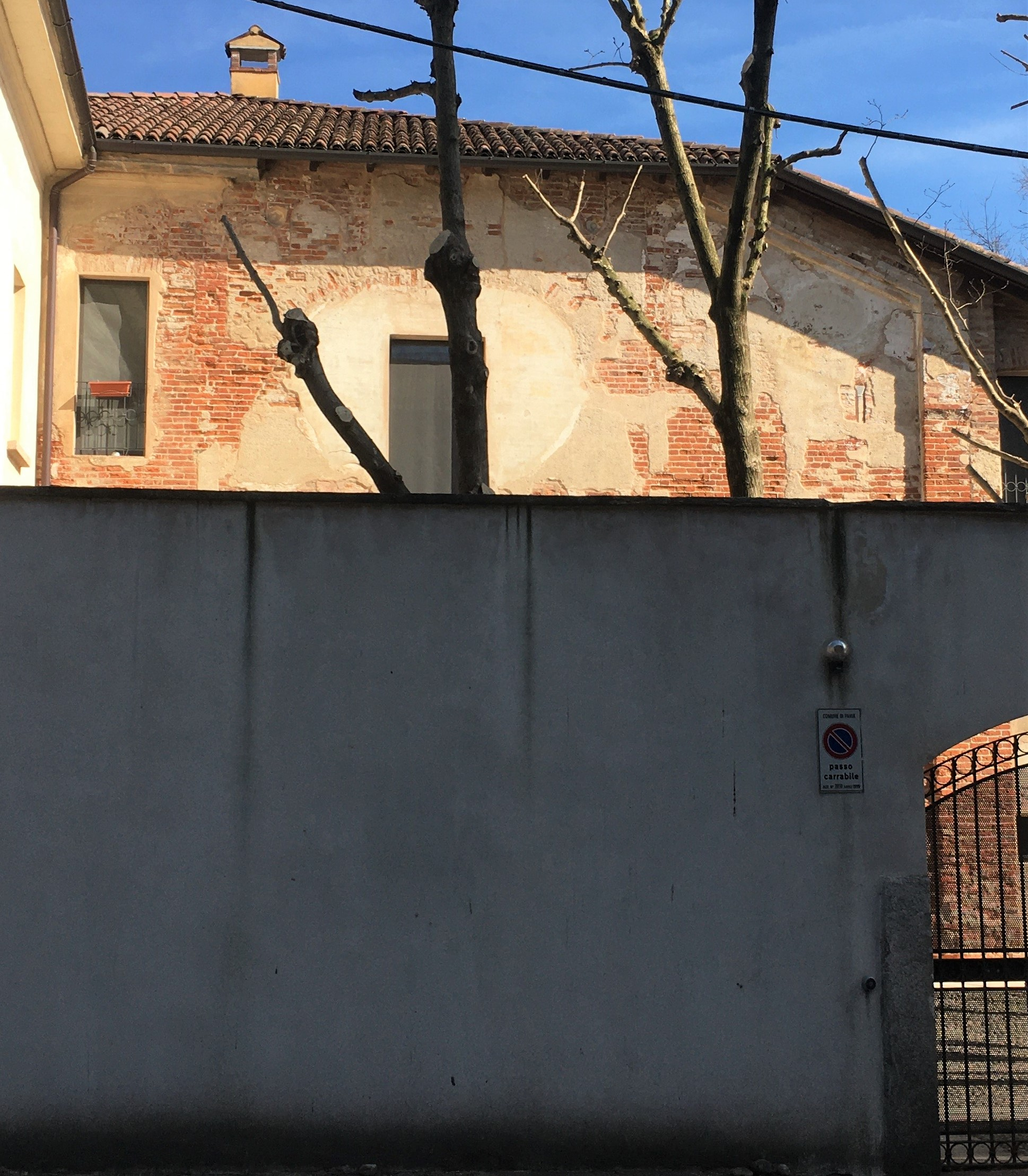
La facciata.

La chiesa, come molti edifici religiosi romanici pavesi, presenta una facciata a capanna (in parte conservata), con spioventi non ripidi, dotata al vertice di una loggetta cieca. Internamente la chiesa è divisa in tre navate, sorrette da pilastri in laterizio, le navate laterali sono scandite in campate rettangolari, mentre quella centrale è quadrata. Sopravvivono anche le due absidi minori, mentre quella maggiore fu modificata nel XVI secolo, e il tiburio, ottagonale, provvisto di bifore cieche su ogni lato.